# 東京服飾専門学校
東京服飾専門学校（とうきょうふくしょくせんもんがっこう、英: Tokyo Fashion Art College）は、東京都豊島区巣鴨に校舎を置くファッション、服飾系専門学校。運営母体は学校法人池田学園。略称はtfac。
高等教育の修学支援制度対象校。
ファッションビジネス科、アパレル造形科（デザインコース・パタンナーコース）、アパレル技能科は職業実践課程認定学科。
国内外から優れた実績や実務経験の豊富な講師陣を招き、独自の研修対応システムで年間3,000件以上のインターンシップ・研修機会や産学連携に力を入れており、高い就職実績を持つ。
モデル発掘プロジェクト『美トレ』を毎年開催。
J.M.A.A.日本モデルエージェンシー協会会員、日本広告写真家協会賛助会員。

## 沿革
- 1946年1月 - 池田洋裁研究所設立
- 1949年4月 - 第一校舎落成
- 1951年6月 - 第二校舎落成
- 1951年7月 - 学校法人池田学園に組織改正
- 1966年9月 - 東京服飾専門学校へ組織改正
- 2010年4月 - スタイリスト科にモデルコース新設
- 2011年8月 - t.cafeをオープン。
- 2019年 - スタイリスト科モデルコースをモデル科へ科名変更

## 学科・コース
- ファッション・ビジネス科
- スタイリスト科
- モデル科
- アパレル造形科デザイナーコース
- アパレル造形科パタンナーコース
- アパレル技能科衣装製作コース(2023年テクニカルコースから改称）

- 専攻科（3年次）
  - デザインコース
  - パタンナーコース
  - テクニカルコース

## 取得資格・特典
- 文部科学省認可（財）日本ファッション教育振興協会の洋裁技術検定
- AFT色彩能力検定
- 販売士検定
- ファッションビジネス能力検定
- パターンメイキング技術検定
- ファッション販売能力検定
- 准教員資格
- 専門士

## 校内組織
- 編集プロダクションt-press